# Wykorzystywanie seksualne dzieci
Wykorzystywanie seksualne dzieci, wykorzystywanie seksualne małoletnich – krzywdzenie  małoletnich na tle seksualnym przez osoby dorosłe lub starszą młodzież. Oprócz bezpośredniego kontaktu seksualnego wykorzystywaniem seksualnym dzieci jest również każda sytuacja, w której dorosły nieprzyzwoicie obnaża swoje genitalia wobec dziecka, namawia (prosi lub naciska na dziecko) do brania udziału w czynnościach o charakterze seksualnym, prezentuje dziecku pornografię lub wykorzystuje dzieci do produkcji pornografii dziecięcej.
Światowa Organizacja Zdrowia określa wykorzystywanie seksualne dzieci jako:
zaangażowanie dziecka w aktywność seksualną, której nie jest on lub ona w stanie w pełni zrozumieć i udzielić na nią świadomej zgody, naruszająca prawo i obyczaje danego społeczeństwa. Z wykorzystywaniem seksualnym mamy do czynienia wtedy, gdy występuje ono pomiędzy dzieckiem a dorosłym lub dzieckiem i innym dzieckiem, w sytuacji zależności, jeśli te osoby ze względu na wiek bądź stopień rozwoju pozostają w stosunku opieki, zależności, władzy. Celem takiej aktywności jest zaspokojenie potrzeb innej osoby. Aktywność taka może obejmować:
- nakłanianie lub zmuszanie dziecka do udziału w jakichkolwiek prawnie zabronionych czynnościach seksualnych
- wykorzystywanie dziecka do prostytucji lub innych nielegalnych praktyk seksualnych
- wykorzystywanie dziecka do produkcji przedstawień i materiałów pornograficznych[5].

Skutki wykorzystywania seksualnego dziecka obejmują: depresję, zespół stresu pourazowego, zaburzenia lękowe, skłonność do wykorzystywania dzieci w wieku dorosłym, naruszenie prawidłowego rozwoju seksualnego, a także fizyczne uszkodzenia ciała dziecka. Molestowanie seksualne przez członka rodziny jest formą kazirodztwa, które może spowodować poważniejsze i długoterminowe urazy psychiczne, szczególnie w przypadku kazirodztwa rodzicielskiego. W części przypadków wykorzystanie seksualne może bezpośrednio skutkować poważnymi obrażeniami cielesnymi, a nawet śmiercią dziecka. Wiąże się to z faktem, iż wśród niekazirodczych pedofilów (w 81% wybierających za cel chłopców) zdiagnozowano także inne parafilie, w tym sadyzm.
Poza najbliższą rodziną, wśród środowisk, w których może występować wykorzystywanie seksualnie dzieci wskazuje się m.in. szkołę i kościół. W pierwszych dekadach XXI wieku w debacie publicznej szczególnie dużo miejsca poświęcono nadużyciom seksualnym w Kościele katolickim, o których tuszowanie obarczono winą hierarchów Kościoła katolickiego, w tym niektórych biskupów, kardynałów i papieży.
Około 20% do 25% kobiet i 5% do 15% mężczyzn było wykorzystywanych seksualnie w dzieciństwie. Większość sprawców wykorzystania seksualnego zna się ze swoimi ofiarami. Około 30% to krewni dziecka, najczęściej ojcowie, ojczymowie, wujowie bądź stryjowie lub kuzyni. Około 60% to inni znajomi, tacy jak przyjaciele rodziny, osoby pilnujące dzieci lub sąsiedzi. Obcy są sprawcami około 10% przypadków wykorzystywania seksualnego dzieci. Większość tego typu przypadków jest popełnianych przez mężczyzn, kobiety są zaangażowane w około 14% zgłoszonych przestępstw przeciwko chłopcom i 6% zgłoszonych przestępstw przeciwko dziewczynkom. Za większość przypadków wykorzystania dzieci przed okresem dojrzewania odpowiadają pedofile, jednakże w niewielkim zakresie występki te popełniają osoby, które nie spełniają kryteriów diagnostycznych pedofilii.
Amerykańskie Towarzystwo Psychologiczne wydało rezolucję, w której sprzeciwia się wykorzystywaniu seksualnemu dzieci. Seks dorosłych z dziećmi został w niej określony jako krzywdzący, naganny, oparty na wyzysku i przykładnie karany przez prawo. Wśród skutków seksualnego wykorzystania zostały wymienione takie problemy zdrowotne jak zaburzenia odżywiania, myśli samobójcze, trudności w uczeniu się, depresja, niepokój, strach, wycofanie społeczne i problemy behawioralne. Ponadto Amerykańskie Towarzystwo Psychologiczne dystansuje się od wszelkich publikacji i organizacji, które popierają stosunki seksualne między dziećmi a dorosłymi.

## Aspekty prawne
W prawie wykorzystywanie seksualne dzieci to ogólne pojęcie opisujące przestępstwa karne i cywilne, w których dorosły angażuje się w aktywność seksualną z osobą małoletnią lub wykorzystuje małoletniego w celu pobudzenia lub zaspokojenia seksualnego.
Polski kodeks karny w celu ochrony dzieci przed wykorzystywaniem seksualnym ustanawia odpowiedzialność karną osób, które dopuszczają się czynności seksualnych z osobami poniżej 15 roku życia, a także dopuszczają się innych form wykorzystywania seksualnego małoletnich. Przestępstwa te są przestępstwami powszechnymi, a ich sprawcą może być każdy człowiek. Przestępstwo z art. 200 (obcowanie płciowe) może być popełnione umyślnie, w zamiarze bezpośrednim lub ewentualnym. 8 czerwca 2010 weszła w życie nowelizacja kodeksu karnego, zgodnie z którą karane jest publiczne propagowanie lub pochwalanie zachowań o charakterze pedofilskim.
W prawie międzynarodowym:
- Konwencja MOP Nr 182 dotycząca zakazu i natychmiastowych działań na rzecz eliminowania najgorszych form pracy dzieci z 17 czerwca 1999 r. w art. 3b) zakazuje wykorzystania dzieci do prostytucji lub pornografii[28]
- II Protokół dodatkowy do Konwencji ONZ o prawach dziecka w  sprawie handlu dziećmi, dziecięcej prostytucji i dziecięcej pornografii z 25 maja 2000 r.[29]
- Protokół z Palermo o zapobieganiu, zwalczaniu oraz karaniu za handel ludźmi, w szczególności kobietami i dziećmi z 15 listopada 2000 r.[30]. Art. 3 zabrania wykorzystywania prostytucji dzieci.
- Konwencja Rady Europy w sprawie działań przeciwko handlowi ludźmi sporządzona w Warszawie 16 maja 2005 r.[31] w art. 4 powtarza definicje art. 3 Protokołu z Palermo.
- Konwencja Rady Europy  o ochronie dzieci przed seksualnym wykorzystywaniem i niegodziwym traktowaniem w celach seksualnych, sporządzona w Lanzarote 25 października 2007 r.[32]

## Aspekty psychologiczne
Już samo odbycie stosunku seksualnego z dzieckiem jest nieadekwatne do fazy rozwoju psychoseksualnego, w jakiej się ono znajduje. Nie każde wykorzystanie seksualne musi się zakończyć traumą dziecka. Ma na to wpływ szereg czynników, a szczególnie wiek dziecka, jego płeć i kontekst w jakim doszło do wykorzystania.
W 1985 roku Finkelhor i Browne wyróżnili 4 typy mediatorów decydujących o tym, czy wykorzystanie seksualne w okresie dzieciństwa lub adolescencji pociągnie za sobą traumę.
1. traumatyczna seksualizacja – związanie sfery seksualności z nadużyciem, dziecko odgrywa wykorzystanie w zabawach, oddaje się kompulsywnej masturbacji, nie uczy się, że zaangażowaniu seksualnemu powinno towarzyszyć także pozytywne zaangażowanie uczuciowe (zamiast tego utrwala sobie, że seks może być przedmiotem wymiany), oraz że seksualność i cielesność nie muszą wiązać się z negatywnymi postawami
2. zdrada – zawód emocjonalny związany z tym, że nadużycia dopuściła się osoba, która powinna się dzieckiem opiekować lub z tym, że opiekunowie nie reagują, kiedy dziecko zgłasza im fakt wykorzystania przez innego dorosłego
3. bezsilność – grozi rozwinięciem się depresji związana jest z postrzeganiem przez dziecko braku zależności między własnymi wysiłkami w celu zmiany sytuacji a realnymi zmianami, utrata poczucia bezpieczeństwa
4. stygmatyzacja – ogólne poczucie bycia odmiennym w negatywny sposób i wyjątkowości wykorzystania

Konfiguracje tych czynników przyczyniają się u dzieci do rozwinięcia negatywnych przekonań na własny temat, objawów psychopatologicznych oraz specyficznego sposobu zachowania lub reagowania.
Dokonana w 2003 roku przez prof. Beisert analiza piśmiennictwa wykazała, że to, czy negatywne doświadczenie wykorzystania przekształci się w traumę, zależy od pewnych grup czynników.
Cechy wykorzystania:
- nasycenie agresją
- wielopostaciowość
- większe naruszenie intymności (penetracja)
- długi czas trwania wykorzystywania

Cechy sprawcy:
- płeć męska
- wiek 26-50 lat
- bliska więź z ofiarą

Reakcja osób bliskich: ryzyko traumy zwiększa wcześniejszy wpływ rodziny, który zaburzał rozwój seksualny dziecka oraz odmowa interwencji, kiedy dziecko zwraca się po pomoc po wykorzystaniu.
Czynniki ochronne:
- zdrowie psychiczne ofiary przed wykorzystaniem
- wsparcie otoczenia lub instytucji

Ofiary wykorzystania seksualnego albo w dorosłym życiu unikają współżycia i tłumią swoje potrzeby seksualne lub angażują się w ryzykowne lub przypadkowe kontakty seksualne.

## Konsekwencje dla zdrowia dzieci
U dzieci, które doświadczyły wykorzystania seksualnego, obserwuje się szereg różnych zaburzeń psychicznych:
- zaburzenia lękowe: uogólniona lękliwość, fobie, bezsenność, koszmary senne zawierające sceny nadużycia oraz inne objawy zespołu stresu pourazowego
- zaburzenia dysocjacyjne oraz histeryczne: amnezja dysocjacyjna, stany zbliżone do transu, napady rzekomopadaczkowe, dysocjacyjne zaburzenia tożsamości
- depresję: przejawiającą się w szczególności zaniżonym poczuciem własnej wartości, myślami i zachowaniami samobójczymi oraz samookaleczeniami
- zaburzenia jedzenia: anoreksja, bulimia
- uzależnienia od alkoholu i innych substancji psychoaktywnych
- skargi na objawy somatyczne: moczenie się, zanieczyszczanie się kałem, swędzenie w okolicy pochwy, bóle głowy i brzucha, objawy somatyzacyjne.

Zaburzenia zachowania związane z doświadczeniem wykorzystania seksualnego mogą mieć postać masturbacji pochwowej lub analnej prowadzonej przy pomocy różnych przedmiotów lub naśladowania współżycia. Dzieci, które padły ofiarą wykorzystania seksualnego, mogą wykazywać agresywne lub nacechowane seksualnie zachowania w stosunku do innych. Mniej specyficzne dla wykorzystania seksualnego są zachowania takie, jak obnażanie genitaliów przed innymi lub dotykanie genitaliów innych osób. Młode dzieci wykorzystane seksualnie mogą wykazywać się nadzwyczajnie bogatą wiedzą dotyczącą zagadnień seksualnych. Jednak, w kontraście do tego rodzaju nacechowanych seksualnie zachowań i zainteresowań, niektóre małoletnie ofiary wykorzystywania seksualnego mogą unikać bodźców seksualnych za pośrednictwem fobii lub zahamowań.
Przyjmuje się, że poważne lub powtarzające się doświadczenia wykorzystania seksualnego mogą spowodować zmiany w rozwoju ośrodkowego układu nerwowego dziecka, które utrzymują się przez okres dorosłości. Badania z zastosowaniem rezonansu magnetycznego wykazały, że objętość hipokampa jest istotnie mniejsza u dorosłych z historią wykorzystywania seksualnego w dzieciństwie, niż u osób bez takich doświadczeń (różnice były mocniej zaznaczone w lewych półkulach mózgu). Zaobserwowano także słabszą integrację funkcji półkul mózgu wyrażającą się mniejszymi rozmiarami ciał modzelowatych. U ofiar wykorzystywania seksualnego w okresie dzieciństwa obserwuje się także podwyższone poziomy markerów stanu zapalnego takich, jak białko C-reaktywne, fibrynogen i cytokiny prozapalne. U ofiar nadużyć seksualnych częstsza jest także choroba niedokrwienna serca, przewlekła obturacyjna choroba płuc, choroby wątroby oraz ciąże w okresie dojrzewania.

## Kontrowersje

### Publikacje naukowe
W 1998 roku w czasopiśmie naukowym Psychological Bulletin, wydawanym przez Amerykańskie Towarzystwo Psychologiczne, ukazał się artykuł będący metaanalizą 59 badań dotyczących wykorzystywania seksualnego dzieci. Jego autorzy doszli do wniosku, że wbrew powszechnej wierze wykorzystywanie seksualne dzieci nie powoduje dotkliwej szkody, a w części przypadków okazało się nawet pozytywnym doświadczeniem, przy czym zastrzegli, że nie oznacza to, że powinno się zmienić moralny i prawny status seksu dorosłych z dziećmi. Amerykańskie Towarzystwo Psychologiczne pod wpływem fali krytyki i oburzenia wydało oświadczenie, że wykorzystywanie seksualne dzieci jest zawsze szkodliwe i nieakceptowalne. 30 lipca 1999 Kongres Stanów Zjednoczonych potępił kontrowersyjny artykuł. W roku 2001 metaanaliza została poddana krytyce na łamach dwóch periodyków naukowych: Journal of Child Sexual Abuse i Psychological Bulletin. Autorzy kontrowersyjnego artykułu odnieśli się do zarzutów opublikowanych w Psychological Bulletin.
Psycholog Susan A. Clancy w swojej książce, wydanej pod koniec 2009 roku, doszła do wniosku, że duża część ofiar, która była wykorzystywana seksualnie w dzieciństwie nie doświadczyła go jako traumatycznego przeżycia, częściej ofiary były zdezorientowane. Ponadto Clancy stwierdziła, że wykorzystywane dzieci nie czuły, że doświadczyły przerażającej traumy, tak długo aż nie nabrały przekonania, że powinny się tak czuć. Książka wzbudziła niemałe kontrowersje wśród psychologów i opinii publicznej. Autorka przyznała, że doświadcza ostracyzmu ze strony zwykłych ludzi, jak i środowisk akademickich. Została potępiona w prasie jako przyjaciółka pedofilów, koledzy bojkotowali jej przemówienia, a doradcy ostrzegli ją, że ryzykuje karierę naukową.

### Lobbing i partie polityczne
W USA, Holandii i Niemczech powstały organizacje kwestionujące zasadność penalizacji kontaktów seksualnych z osobami małoletnimi. Ich przedstawiciele uważają, że nie każdy kontakt seksualny z dorosłym jest dla małoletnich szkodliwy, a czasem jest nawet przyjemny (tzw. dobra pedofilia). Swoje przekonania prezentują m.in. na tworzonych przez siebie witrynach internetowych, co spotyka się ze sprzeciwem.
W Holandii od 2006 do 2010 roku istniała Partia na rzecz Miłości Bliźniego, Wolności i Różnorodności, która postulowała obniżenie z 16 do 12 lat granicy wieku przyzwolenia, aby w konsekwencji doprowadzić do całkowitego zniesienia ograniczeń.
W Stanach Zjednoczonych działa stowarzyszenie North American Man/Boy Love Association, zrzeszające osoby dążące do legalizacji pedofilii.
W Niemczech działa organizacja Arbeitsgemeinschaft Humane Sexualität, działająca na rzecz zalegalizowania seksu z dziećmi.
W latach 1980–1987 w ramach niemieckiej Partii Zielonych działała grupa Bundesarbeitsgemeinschaft Schwule, Päderasten und Transsexuelle (Krajowa Rada Gejów, Pederastów i Transseksualistów), która prowadziła działania promocyjne i lobbingowe na rzecz dekryminalizacji „dobrowolnych” stosunków płciowych dorosłych z dziećmi. W marcu 1985 roku na konferencji krajowej Zielonych w Lüdenscheid Zieloni uchwalili stanowisko, które miało na celu dopuszczenie „seksualności bez przemocy” pomiędzy dziećmi a dorosłymi, jednak z powodu oburzenia opinii publicznej uchwała ta została szybko odrzucona. Na początku 1987 roku członkowie grupy utracili wpływy w partii i została ona rozwiązana.

## Formy instytucjonalne seksualnego wykorzystywania dzieci
Wykroczenia seksualne wobec małoletnich popełniane przez personel powołany do opieki w szkołach, sierocińcach, domach poprawczych i tym podobnych miejscach określane są jako instytucjonalne wykorzystywanie seksualne.
W opublikowanym w 2004 roku raporcie amerykańskiego departamentu edukacji zebrano relacje wskazujące na to, że w Stanach Zjednoczonych różnych form wykorzystywania seksualnego doświadcza od 3,7 do 50,3% uczniów, przy czym jako najlepiej udokumentowaną autorzy wskazali wartość 9,6%. W Wielkiej Brytanii 0,3% uczniów doznało różnych form molestowania ze strony pracowników systemu edukacji, wliczając w to nauczycieli, księży i personel szkół. Jedynie 6% uczniów zgłaszało tego typu przypadki dorosłym. Raport analizuje także takie kryteria jak zawód, wiek i płeć osób molestujących, wiek, rasa i płeć ofiar molestowania, stosunek do raportowania takich incydentów, fałszywe oskarżenia o molestowanie, skutki molestowania dla ofiar oraz odpowiedź wymiaru sprawiedliwości.
Od lat 80. XX wieku do czasów obecnych głośnym skandalem było wykrywanie masowych przestępstw seksualnych w szkołach i internatach prowadzonych przez organizacje i związki religijne. Należą do nich katolickie i protestanckie szkoły zbiorcze (residential schools) w Kanadzie dla dzieci indiańskich, sierociniec i szkoła katolicka Mount Cashel w Nowej Fundlandii. Powołana w 2007 Narodowa Komisja Prawdy i Pojednania (The Truth and Reconsilliation Commission of Canada) w jednym z założeń swego mandatu wymienia punkt badania systemowego wykorzystywania dzieci i długotrwałych szkód moralnych, psychologicznych i fizycznych, jakie te szkoły wyrządziły na swoich wychowankach oraz na całej społeczności indiańskiej w Kanadzie. Skala tego zjawiska była różna w różnych krajach – o ile w Stanach Zjednoczonych około 4% księży było oskarżonych o molestowanie seksualne, o tyle w Niemczech było to jedynie 0,1%.
Innym przykładem tego typu wykorzystywania uprzywilejowanej pozycji autorytetu i opiekuna, a następnie ukrywania popełnionych przestępstw był skandal, który wstrząsnął opinią publiczną w Irlandii w 2009 i 2010. Episkopat Irlandii oraz papież Benedykt XVI, pod presją społeczeństwa i wiernych, publicznie wyrazili ubolewanie i zapowiedzieli zbadanie sprawy wykorzystywania seksualnego dzieci, będących pod opieką duchownych i pracowników Kościoła katolickiego. Efektem 9-letniej pracy komisji dochodzeniowej badających przykłady seksualnego i fizycznego wykorzystywania dzieci w Irlandii w ponad 100 szkołach prowadzonych przez katolickie zgromadzenie zakonne Irlandzkich Braci Chrześcijańskich było stwierdzenie systematycznego i instytucjonalnego znęcania się nad 30 tysiącami dzieci w tych ośrodkach w latach 1930–1970. Również w Holandii liczba małoletnich wykorzystywanych przez katolickich duchownych wynosi kilkadziesiąt tysięcy.
W 2009 i 2010 ujawniono przypadki gwałtów i przemocy seksualnej stosowanej w zakładach poprawczych dla dzieci w byłym NRD.
W części plemion północnego Afganistanu istnieje społecznie akceptowany zwyczaj seksualnego wykorzystywania chłopców przez bogatych mężczyzn, cieszących się autorytetem w lokalnych społecznościach. Możliwość pozwolenia sobie na utrzymanka (bacha bazi) jest oznaką statusu i prestiżu.

## Organizacje przestępcze związane z wykorzystywaniem seksualnym dzieci
Według doniesień medialnych, opartych na informacjach uzyskanych od organów ścigania, osoby wykorzystujące w różnoraki sposób seksualnie małoletnich tworzą tajne struktury, niekiedy międzynarodowe, przez media nazywane siatkami pedofilskimi (ang. paedophile rings). W rzeczywistości chodzić tu może zarówno o zorganizowane grupy przestępcze (niekoniecznie złożone z pedofilów) zajmujące się profesjonalną produkcją i komercyjnym rozpowszechnianiem pornografii dziecięcej lub czerpiące korzyści z prostytucji dziecięcej, jak też o luźne społeczności internetowe złożone z osób udostępniających sobie nawzajem posiadane materiały o treści pedofilnej (pornograficzne lub nie) lub informacje ułatwiające nawiązywanie kontaktu z potencjalnymi ofiarami (child grooming), czy wreszcie o grupy pedofilów związane z jakimś konkretnym miejscem (o siatce pedofilskiej z Dworca Centralnego w Warszawie opowiada film dokumentalny Pedofile Sylwestra Latkowskiego).
Być może istnieją grupy odpowiedzialne za niektóre zaginięcia dzieci (które są konsekwencją uprowadzenia), ich przetrzymywanie i handel nimi (na przykład Marc Dutroux zeznał, że należał do siatki pedofilów i to im dostarczał dzieci).

## Organizacje pomagające ofiarom wykorzystywania seksualnego
W 1974 roku na Filipinach założono Fundację PREDA, której zasadniczym celem jest współpraca z organami ścigania i pomoc ofiarom wykorzystywania seksualnego. W Polsce od 1991 działa Fundacja Dajemy Dzieciom Siłę zajmująca się problematyką przemocy wobec dzieci.